# شار نوری

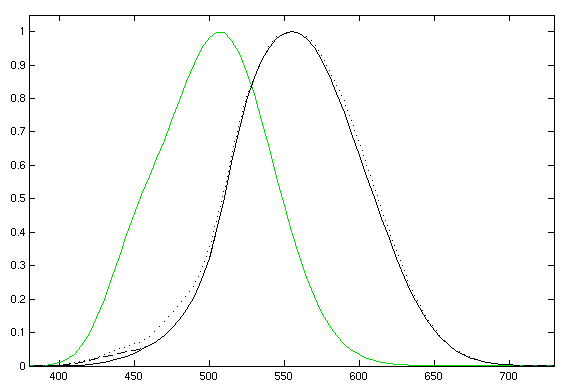
Photopic (black) and scotopic (green) luminosity functions. The photopic includes the CIE 1931 standard (solid), the Judd-Vos 1978 modified data (dashed), and the Sharpe, Stockman, Jagla & Jägle 2005 data (dotted). The horizontal axis is wavelength in nm.

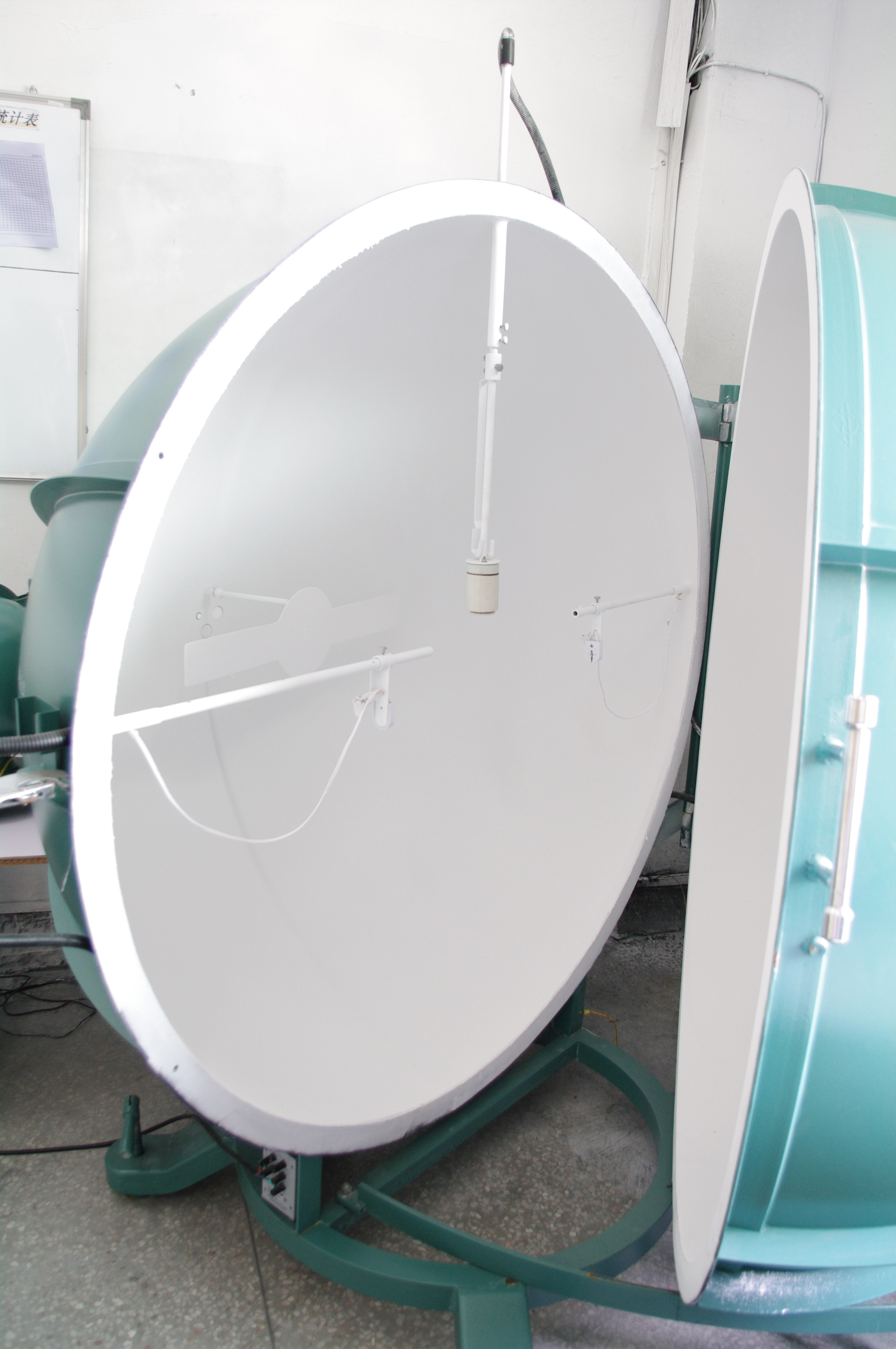
کرهٔ اولبریخت برای اندازه‌گیری شار نوری یک منبع نور.

در نورسنجی، شار نوری (نام علمی: Luminous flux)، توان نوری یا میزان نور، معیاری است برای سنجش توان دریافت شده از نور. شار نوری را نباید با شار تابشی که معیاری برای سنجش توان کل نور گسیل‌شده‌است اشتباه گرفت زیرا شار نوری به گونه‌ای تعریف شده تا بازتاب‌دهندهٔ حساسیت متغیر چشم انسان به طول موج‌های مختلف نور باشد.

## یکاها
در دستگاه بین‌المللی یکاها، یکای شار نوری، لومن (lm) است. هر لومن به صورت شار نوری تولیدشده توسط یک منبع نوری با شدت روشنایی یک کاندلا در زاویهٔ فضایی یک استرادیان تعریف می‌شود. در دیگر دستگاه‌های اندازه‌گیری، شار نوری ممکن است با توان هم‌یکا باشد.
| انرژی نورانی                                | Qv | لومن ثانیه         | lm⋅s     | T⋅J          | در انگلیسی گاهی به یکاها تالبوت می‌گویند                  |
| شار نوری                                    | Φv | لومن (= cd⋅sr)     | lm       | J            | توان نوری هم می‌گویند                                     |
| شدت نور                                     | Iv | کاندلا (= lm/sr)   | cd       | J            | یکی از یکاهای اصلی اس‌آی، شار نوری در هر زاویهٔ فضایی واحد |
| درخشندگی                                    | Lv | کاندلا بر متر مربع | cd/m2    | L−2⋅J        | به این یکا «نیت» هم می‌گویند                              |
| شدت روشنایی                                 | Ev | لوکس (= lm/m2)     | lx       | L−2⋅J        | برای نور تابیده‌شده بر یک سطح استفاده می‌شود               |
| گسیل نوری                                   | Mv | لوکس (= lm/m2)     | lx       | L−2⋅J        | برای نور تابیده‌شده از یک سطح استفاده می‌شود               |
| نوردهی                                      | Hv | لوکس ثانیه         | lx⋅s     | L−2⋅T⋅J      |                                                          |
| چگالی انرژی نورانی                          | ωv | لومن ثانیه بر متر۳ | lm⋅s⋅m−3 | L−3⋅T⋅J      |                                                          |
| اثرگذاری نوری                               | η  | لومن بر وات        | lm/W     | M−1⋅L−2⋅T3⋅J | نسبت شار نوری به شار تابشی                               |
| بازده نوری                                  | V  |                    |          | 1            | ضریب نوری نیز گفته می‌شود                                 |
| جستارهای وابسته: اس‌آی · نورسنجی · رادیومتری |    |                    |          |              |                                                          |

1. ↑  موسسه استاندارد توصیه می‌کند کمیت‌های نورسنجی با یک "v" (مخفف "visual" یعنی دیداری) مشخص شوند تا از اشتباه‌شدن با کمیت‌های رادیومتری یا فوتون جلوگیری شود.
2. 1 2 3  گاهی نمادهای جایگزین هم بکار می‌رود: W برای انرژی نورانی، P یا F برای شار نوری، و ρ یا K اثرگذاری نوری.
3. ↑  "J" نماد توصیه‌شده برای روشنایی در دستگاه بین‌المللی یکاها است.

## توزین
شار نوری به طول موج‌های مختلف با استفاده از تابع درخشندگی وزن می‌دهد تا نشان‌دهندهٔ پاسخ‌دهی چشم به طول موج‌های مختلف باشد. شار نوری حاصل جمع وزنی توان همهٔ طول موج‌های باند مرئی است. نوری که خارج از باند مرئی باشد شرکت داده نمی‌شود. نسبت کل شار نوری به شار تابشی را اثرگذاری نوری می‌نامند.

## کاربرد
شار نوری اغلب به عنوان یک معیار عینی برای توان مفید گسیل داده شده توسط یک منبع نور استفاده می‌شود، با این وجود این معیار همیشه هم برجسته نیست. مصرف‌کنندگان آگاه معمولاً شار نوری لامپ‌های مختلف را با هم مقایسه می‌کنند چراکه تقریبی از توان ظاهری تولیدی توسط لامپ به دست می‌دهد و برای مقایسهٔ اثرگذاری نوری لامپ‌های رشته‌ای و لامپ‌های فلوئورسنت فشرده کاربردی است.
شار نوری را نمی‌توان برای مقایسهٔ درخشش استفاده کرد، زیرا درخشش یک درک عینی است که با توجه به فاصله از منبع نور تغییر می‌کند.
| نوع لامپ                            | توان مصرفی (بر حسب وات) | جریان نوری (بر حسب لومن) |
| ----------------------------------- | ----------------------- | ------------------------ |
| لامپ رشته‌ای معمولی شفاف             | ۱۰۰                     | ۱۳۶۰                     |
| لامپ رشته‌ای شفاف معمولی مات         | ۱۰۰                     | ۱۳۶۰                     |
| لامپ فلورسنت با پوشش فسفر هالوفسفات | ۴۰                      | ۲۶۰۰                     |
| لامپ فلورسنت با پوشش فسفر ترایبند   | ۳۶                      | ۳۳۵۰                     |
| لامپ فلورسنت کم‌مصرف (CFL)           | ۱۱                      | ۶۳۰                      |
| لامپ فلورسنت کم‌مصرف (CFL)           | ۲۰                      | ۱۲۰۰                     |
| لامپ فلورسنت کم‌مصرف (CFL)           | ۲۳                      | ۱۵۰۰                     |